# The Leading Man (film, 1912)
Pour plus de détails, voir Fiche technique et Distribution.
The Leading Man est un film américain de comédie réalisé par Mack Sennett, sorti en 1912.

## Fiche technique
- Réalisation : Mack Sennett
- Date de sortie : 2 mai 1912

## Distribution
- Dell Henderson
- Fred Mace
- Kate Bruce